# Ahlhorn (Großenkneten)

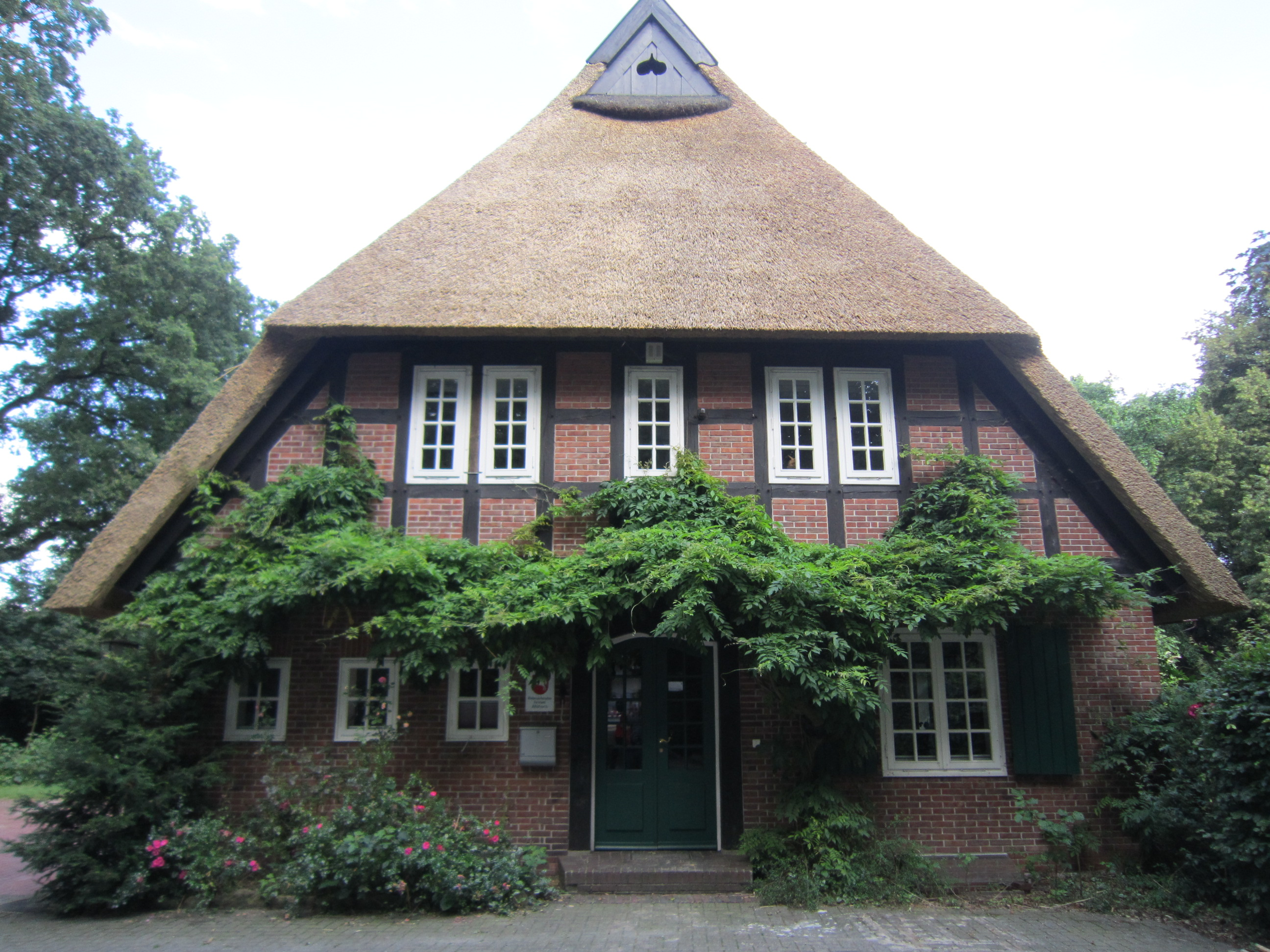
Landesforstamt Ahlhorn

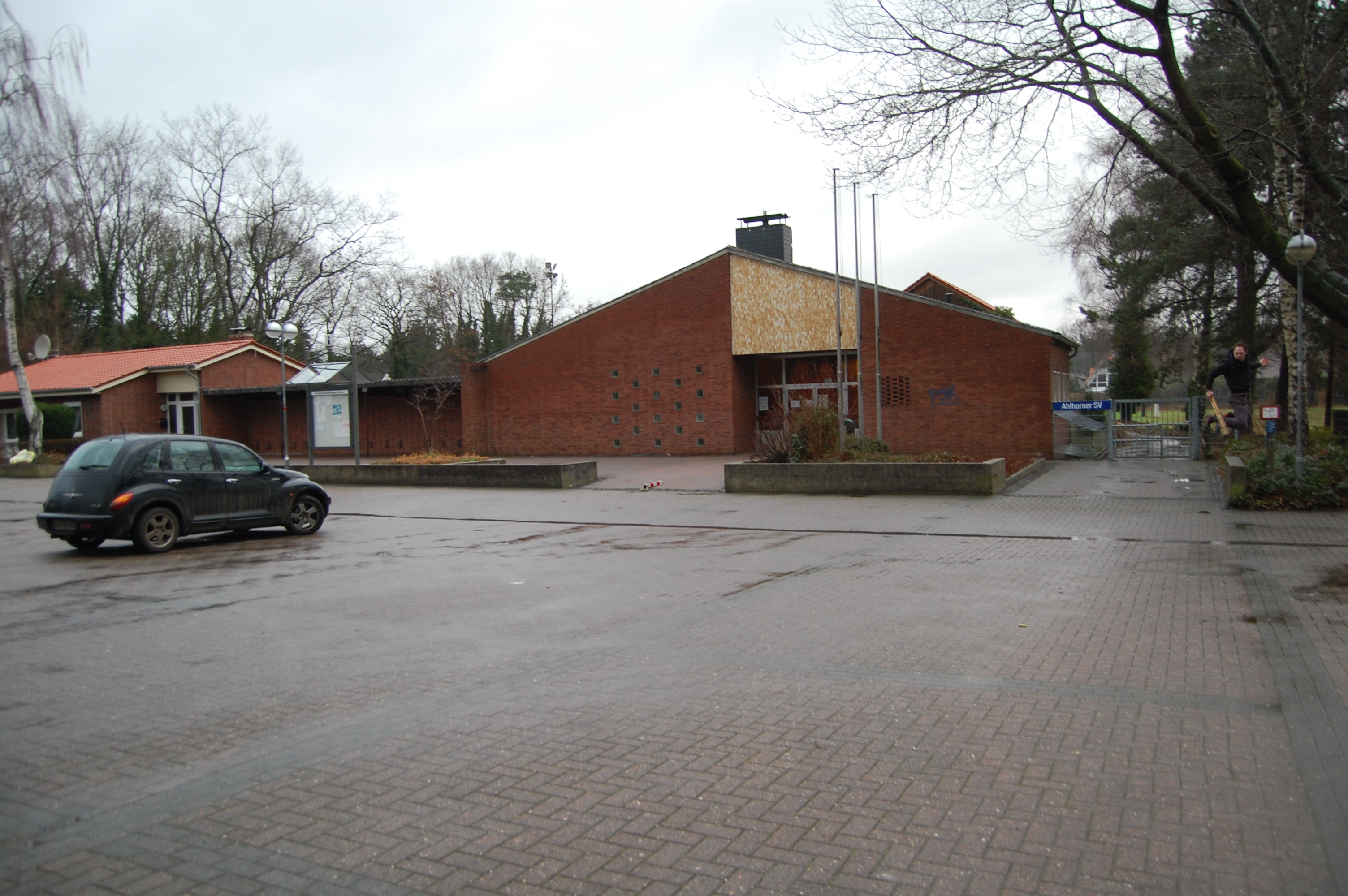
Dorfgemeinschaftshaus Ahlhorn

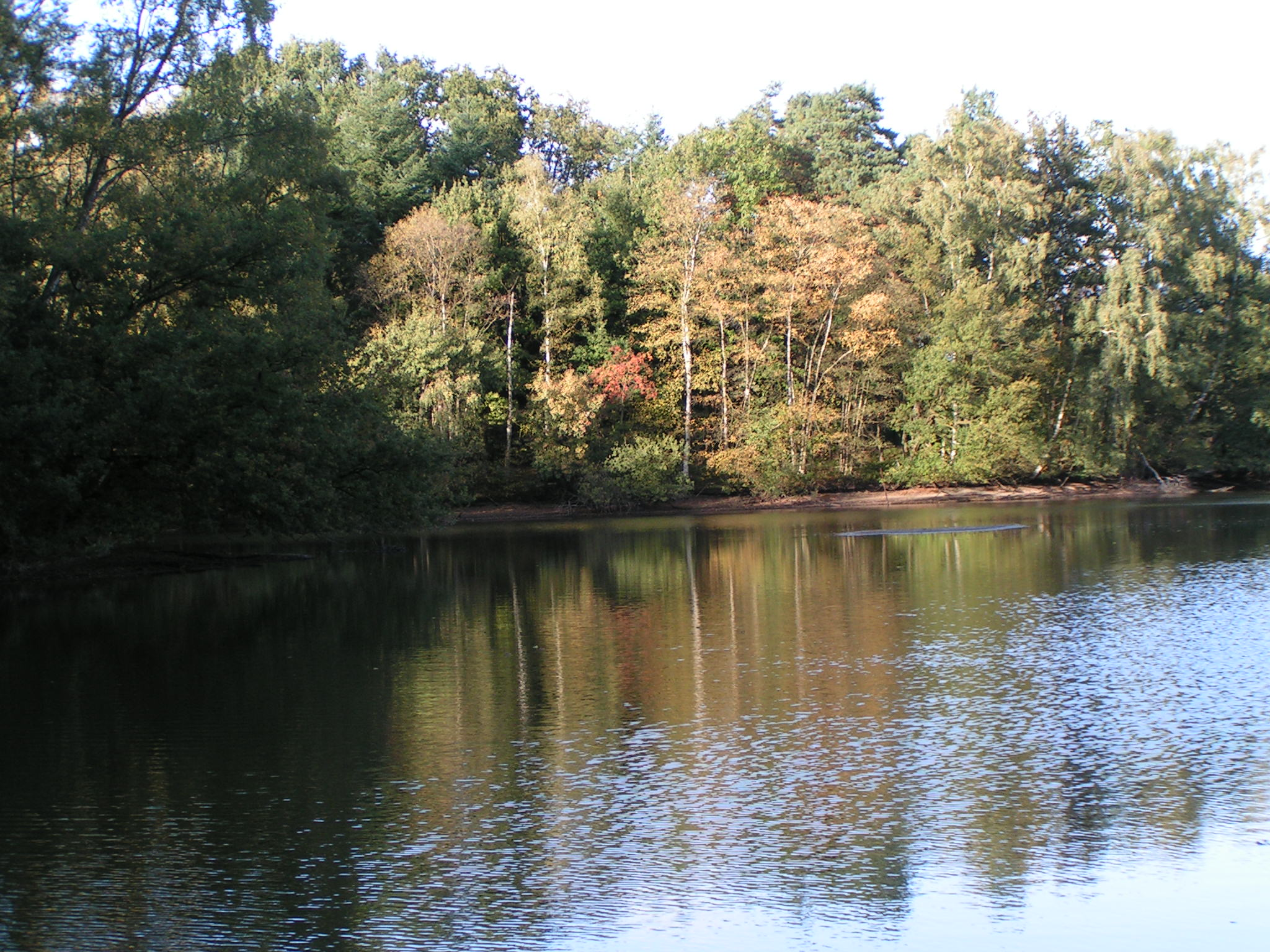
Naturschutzgebiet Ahlhorner Fischteiche

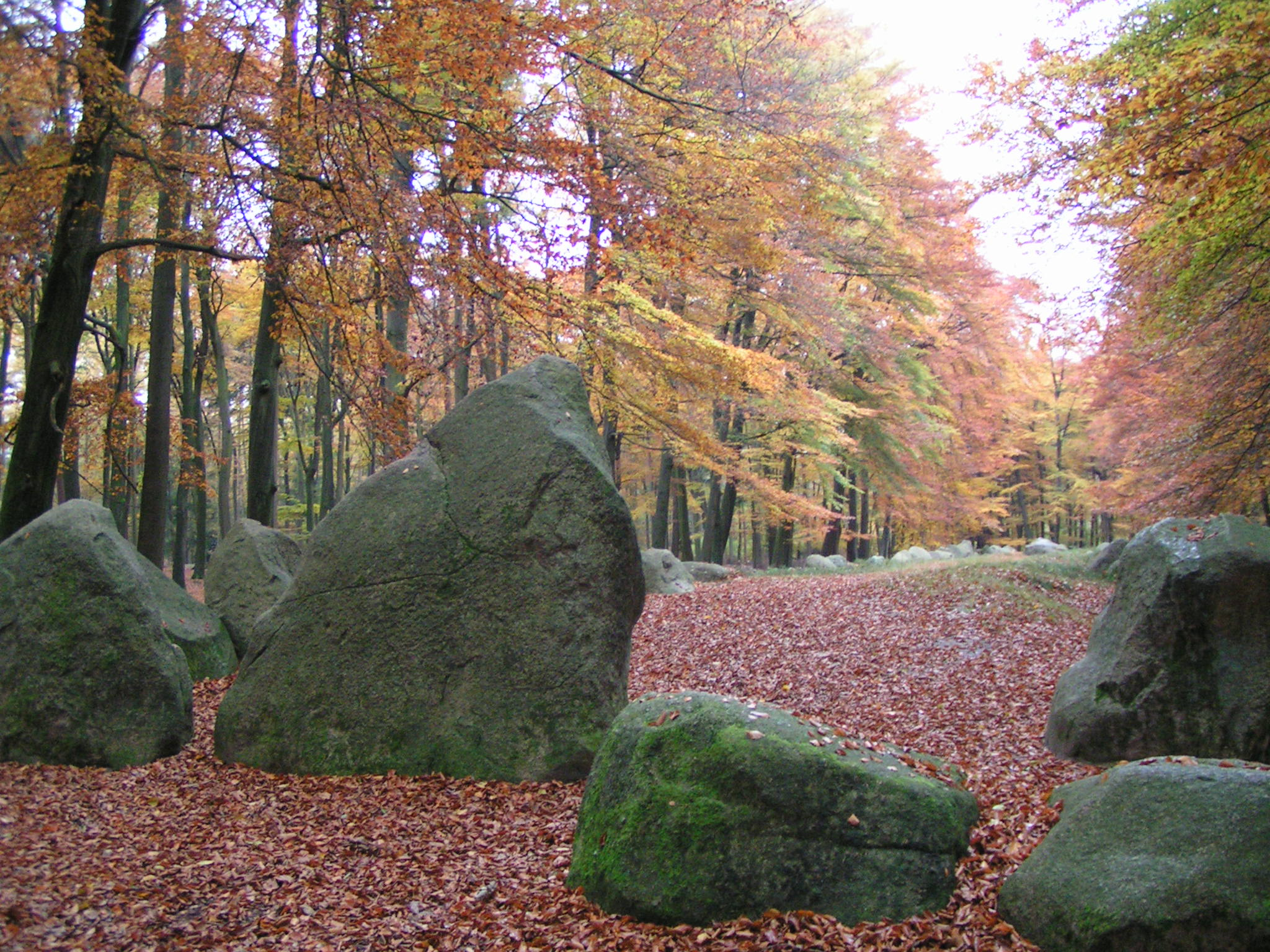
Großsteingrab Visbeker Bräutigam in der Ahlhorner Heide

Ahlhorn ist der Einwohnerzahl nach der größte Ortsteil der Gemeinde Großenkneten im Landkreis Oldenburg in Niedersachsen. Nördlich und östlich Ahlhorns erstrecken sich die Flächen der Ahlhorner Heide.

## Geografische Lage
Das Dorf Ahlhorn liegt etwa fünfeinhalb Kilometer südsüdwestlich des Großenkneter Ortskerns.

## Verkehr
Ahlhorn wird von der innerorts Wildeshauser Straße genannten Bundesstraße 213 zentral von West nach Ost durchquert. Westlich von Ahlhorn verläuft die Bundesautobahn 29, südöstlich die Bundesautobahn 1, die südlich von Ahlhorn zum Autobahndreieck Ahlhorner Heide verknotet sind. Der Bahnhof Ahlhorn liegt an der Bahnstrecke Oldenburg–Osnabrück und wird vom Regionalexpress RE18 Wilhelmshaven – Osnabrück bedient. Schließlich begann in Ahlhorn die aufgelassene Bahnstrecke nach Vechta. Als Baudenkmal blieb davon das Stellwerk Ahlhorn erhalten.

## Wirtschaft
Die Wirtschaft Ahlhorns ist geprägt durch landwirtschaftliche Betriebe verschiedener Art. Des Weiteren gibt es in Ahlhorn zwei Industriegebiete, in denen u. a. der Geflügelfleischverarbeiter Heidemark und das Beton- und Energietechnikunternehmen Gräper ansässig sind. Der Flugplatz Ahlhorn, ein ehemaliger Militärflugplatz, wird heute u. a. als Logistikpark genutzt.

## Landesbehörde Forstamt
Das Forstamt Ahlhorn der Niedersächsischen Landesforsten verwaltet Staatswälder in den Landkreisen Diepholz, Cloppenburg, Vechta und Oldenburg.

## Dorfgemeinschaftshaus
Das Dorfgemeinschaftshaus mit Veranstaltungssaal beherbergt u. a. eine Bücherei und bietet verschiedene Angebote der Sozialberatung.

## Sport
Die Frauen der Faustball-Abteilung des Ahlhorner SV spielen seit Jahren in der 1. Bundesliga Nord. Auf dem ehemaligen Flugplatz Ahlhorn wurde Ende der 1990er Jahre Motorsport in Form von Autorennen betrieben. 1995 fand dort ein Lauf zum Super-Tourenwagen-Cup statt.

## Sehenswürdigkeiten
- Etwa fünf Kilometer nordwestlich Ahlhorns liegt das vielseitig genutzte Naturschutzgebiet Ahlhorner Fischteiche.
- Die jungsteinzeitlichen Großsteingräber Visbeker Bräutigam und Ahlhorner Kellersteine liegen etwa vier Kilometer südöstlich Ahlhorns, zwischen der Bundesautobahn 1 und dem Tieflandbach Aue.